# Харрисон, Бенджамин VI
Бенджамин Картер Харрисон VI (англ. Benjamin Harrison VI; 9 сентября 1755, Чарльз-Сити, Виргиния — 11 августа 1799, Чарльз-Сити, Виргиния) — американский торговец, рабовладелец, политик и революционер, старший брат 9-го президента США Уильяма Генри Гаррисона и двоюродный дед 23-го президента США Бенджамина Гаррисона.

## Биография
Бенджамин Харрисон VI родился в 1755 году на плантации Беркли, родовом доме семьи Харрисонов из Виргинии. Отцом Бенджамина Харрисона VI был Бенджамин Харрисон V (1726—1791), богатый плантатор и рабовладелец, который позже стал одним из отцов-основателей США. Его мать Элизабет Бассетт (1730—1792), была потомком капитана Уильяма Бассета II, который был офицером Королевской армии во время гражданской войны в Англии. Среди его братьев и сестёр были политик Картер Бассетт Харрисон (ок. 1756—1808) и 9-й президент США Уильям Генри Гаррисон (1773—1841). Бенджамин был отправлен отцом в базирующуюся в Филадельфии фирму «Willing and Morris», где он получил коммерческое образование и подружился с Робертом Моррисом и Томасом Уиллингом, владельцами фирмы, дружба с которыми сохранилась на протяжении его жизни.
После завершения обучения Харрисон отправился в Европу и начал налаживать торговые связи, а также увеличивать своё состояние. Однако война за независимость США побудила его вернуться домой в Виргинию, поскольку он очень хотел помочь своему отцу и делу патриотов. С 1774 по 1775 год он был членом Комитета округа Чарльз-Сити, а также членом Палаты делегатов Виргинии. Во время войны он стал заместителем генерального казначея Континентальной армии, помогая финансировать и выплачивать зарплату Континентальной армии во время Южного театра военный действий.
После войны Харрисон поселился в Ричмонде и зарекомендовал себя, как успешный торговец, а вскоре после этого сколотил большое состояние. Когда его друг Роберт Моррис оказался в плохом финансовом положении, Бенджамин спас его от разорения, отдав Моррису значительную часть своего состояния. В 1790 году он унаследовал владение плантацией Беркли от своего стареющего отца и начал масштабную реконструкцию, добавив красивые изделия из дерева Адама и двойные арки «Больших комнат» внутри особняка.
Бенджамин Харрисон VI умер в 1799 году в возрасте 44 лет после многих лет напряжённой работы и успеха в Чарльз-Сити, Виргиния. У него был единственный сын Бенджамин Харрисон VII, который пережил его.

## Семья
Бенджамин Харрисон VI был дважды женат. Первым браком он был женат на Сюзанне Рэндольф (1752—1781), дочери Ричарда Рэндольфа II, который был работорговцем и сыном плантатора, политика и торговца Ричарда Рэндольфа из Кёрлза (ок. 1691—1749). Они были прямыми потомками индейской принцессы Покахонтас. После смерти своей первой жены он женился на Анне Мерсер (1760—1787), которая умерла в 1787 году через несколько дней после рождения сына, предположительно от родильной горячки. Его вторая жена Анна Мерсер была дочерью колониального юриста Джона Мерсера (1704—1768) и сестрой военного офицера Джорджа Мерсера (1733—1784), судьи Джеймса Мерсера (1736—1793) и 10-го губернатора Мэриленда Джона Фрэнсиса Мерсера (1759—1821).
У него был единственный ребёнок:
- Бенджамин Харрисон VII (1787—1842)

Некоторые источники утверждают, что у Харрисона был ещё один сын Уильям Генри Гаррисон, которого он назвал в честь своего брата.